# Iglesia matriz de la Asunción (San Sebastián de La Gomera)
La parroquia matriz de Nuestra Señora de la Asunción es la parroquia matriz de la villa de San Sebastián de La Gomera, capital de la isla de La Gomera (Islas Canarias, España) e iglesia matriz de toda la isla.
La iglesia tiene su origen en una ermita construida en el siglo XV, época de la que pertenece su actual nave central. En el siglo XVIII fue ampliada varias veces debido a los ataques ingleses y de los piratas norteafricanos. La edificación original fue erigida en tiempos del primer Hernán Peraza.

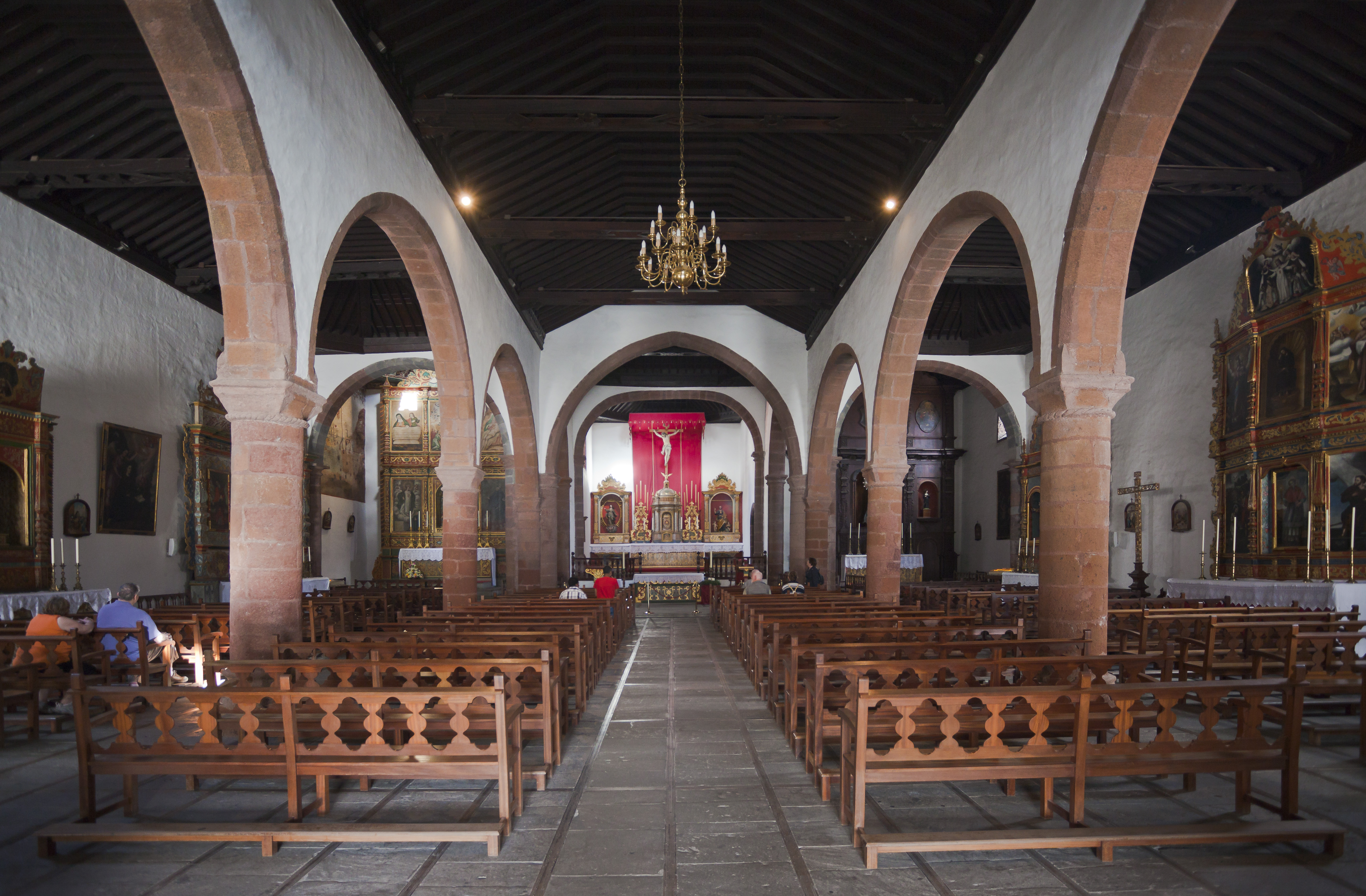
Interior

La actual iglesia mezcla en armonía los estilos mudéjar, gótico y barroco. Su fachada tiene un cuerpo central para la entrada principal en toba roja y dos puertas laterales en piedra blanca. La gran reforma que sufre el edificio es en la segunda mitad del siglo XVIII construyéndose la Capilla del Pilar, que representa el triunfo de los gomeros sobre los invasores, destacándose el fresco de la pared que refleja el intento de invasión, por parte del almirante inglés Charles Windham en 1743.
Entre las imágenes religiosas del templo destaca un Cristo crucificado realizado por el escultor Luján Pérez que preside el altar mayor. Otras imágenes importantes son la de la Virgen de las Nieves proveniente de Flandes, la de Santa Teresa de Jesús de origen cubano y la titular del templo, la Virgen de la Asunción procedente de Sevilla.
Cada cinco años la Iglesia de la Asunción acoge a la imagen de la Virgen de Guadalupe (patrona de La Gomera), durante su bajada lustral.